# Tim Tautorat
Tim Tautorat (* 7. November 1985 in Lingen (Ems)) ist ein deutscher Musikproduzent, Songwriter, Musiker und Toningenieur. Bekanntheit in der Musikszene erlangte er besonders durch seine Zusammenarbeit mit Popkünstlern wie AnnenMayKantereit, Provinz, Jeremias und Faber.

## Werdegang
Tim Tautorat studierte an der Musikhochschule Detmold Violine und dipl.-Tonmeister. 2008–2009 lehrte er als Dozent an der „Academy for Performing Arts HKG“ und Fachberater „Prince Edward Consulting“ in Hongkong (HKG). 2009 zog er nach Berlin und fing als Recording-Engineer in den Hansa Studios in Berlin-Kreuzberg an. Dabei arbeitete er unter anderem mit Künstlern wie Pharrell Williams, Herbert Grönemeyer, Eagles of Death Metal, Sex Pistols und AnnenMayKantereit zusammen. Letztere beauftragten ihn 2016 mit der Co-Produktion ihres ersten Albums „Alles Nix Konkretes“ zusammen mit Moses Schneider, wodurch er erste kommerzielle Erfolge als Produzent erlangte. Seitdem hat er Singles, EPs und Alben für zahlreiche Künstler, wie unter anderem Provinz (Wir bauten uns Amerika, Platz 4 der deutschen Albumcharts), Betterov (Olympia, Platz 5 der Albumcharts) oder Jeremias (Golden Hour, Platz 9 der Albumcharts) geschrieben und produziert und betreibt sein eigenes Studio in den Hansa Studios.
2022 gründete er zusammen mit dem Sony-Label Four Music das Joint Venture Tautorat Tonträger, unter dem die Band Lena & Linus und Tristan Brusch bereits ihre ersten Veröffentlichungen hervorbrachten. Managementseitig wird er von der Neubau Music Management GmbH vertreten und wird von Sony Music Publishing/Neubau Music Publishing auf Verlagsseite betreut.
Neben seiner freiberuflichen Tätigkeit als Musiker, Songwriter und Produzent ist Tim Tautorat als Dozent für die HfM Detmold, die Landesmusikakademie Berlin, die HDPK Berlin und den Deutschen Musikrat tätig.

## Diskografie

### Alben (Auswahl)
- 2023 – Jeremias – Von Wind und Anonymität (Album) Producer, writer
- 2023 – Annett Louisan – Baby Blue (Album) – Producer, Writer
- 2023 – Tristan Brusch – Am Wahn (Album) – Producer, Writer
- 2022 – Betterov – Olympia (Album) – Co-Writer, Producer
- 2021 – Jeremias – golden hour (Album) Producer, Mixer
- 2020 – Provinz – Wir bauten uns Amerika (Album) – Co Writer, Producer, Mixer
- 2019 – Faber – I Fucking Love My Life (Album) – Producer, Mixer
- 2018 – Tonbandgerät – Zwischen all dem Lärm (Album) – Producer, Programming, Musician
- 2017 – Klan – Wann hast du Zeit? (Album) – Producer, Programmer, Musician
- 2016 – Faber – Sei ein Faber im Wind (Album) – Producer
- 2016 – Annenmaykantereit – Alles nix Konkretes (Album) – Producer
- 2015 – Olli Schulz – Feelings aus der Asche (Album) – Recording Engineer

### Singles & EPs (Auswahl)
(Quelle: )
- 2022 – Lena & Linus – Hamburg, Emilie, Grüne Nikes – Producer, Writer
- 2022 – Betterov & Fatoni – Der Teufel steckt im Detail – Producer
- 2022 – Stanovsky – Plattenbau – Producer, Mixer
- 2021 – Betterov – Viertel Vor Irgendwas (EP) – Co-Writer, Producer, Mixer
- 2021 – Red Moon – Fragile – Co Writer, Producer
- 2021 – Catt – How Can I Become (String Version) -Producer, Mixer
- 2019 – Jeremias – Du musst an den Frühling glauben (EP) – Producer, Mixer
- 2019 – Provinz – Reicht dir das (EP) – Producer, Musician, Mixer
- 2018 – Violetta Zironi – Half Moon Lane (EP) – Producer
- 2016 – Nessi – Rolling with the Punches (Acoustic) – Producer